# Jean Lattès
Pour les articles homonymes, voir Lattès.
Jean Lattès est un photojournaliste et journaliste français né à Paris le 1er mai 1917 et mort à Saint-Germain-en-Laye le 11 avril 1996.

## Biographie
Jean Lattes découvre la photographie vers l'âge de douze ans lorsqu'il rapportait à son père l'hebdomadaire Vu fondé par Lucien Vogel. 
Renvoyé du lycée Condorcet pour activités politiques, il entre comme assistant dans le studio d'André Vigneau.
Jean Lattes publie pour France-Dimanche, Elle, le Nouveau Fémina, etc. Il devient indépendant. En 1954, il réalise un reportage de photographie sous-marine, une première au monde, et collabore avec Jacques-Yves Cousteau.
Jean Lattes a été successivement cofondateur de l'agence Gamma, puis de l’agence Viva. 
Ses photographies ont été publiées dans Life, Look, Time, et Terre d'images.
En 1980, il est sélectionné par le ministère de la Culture pour l'exposition 10 photographes pour le Patrimoine pour son reportage sur Le Vésinet.

## Collections
Ses portraits de femmes célèbres sont publiées dans un livre  Inoubliables réalisé par Marie-Noël Arras avec l'aide de sa femme, Janine Lattes,  aux éditions Chèvre-feuille étoilée. Une expo de quarante photos de femmes réalisée pour la Bibliothèque du patrimoine d'Ajaccio est disponible. 
À la demande de Janine Lattes, Marie-Noël Arras a œuvré plusieurs années auprès des Archives nationales pour que le fond Lattes soit pris en charge et numérisé par les Archives des Yvelines.  
Outre ses photos reportages comme celle du conflit LIP, il a fait de nombreux portraits d'hommes politiques, dont celui, entre autres, de François Mitterrand ou bien de personnalité connues dans le monde du cinéma et de la littérature (Françoise Sagan, etc.), des photos d'art de la maison de Proust,  et… l’œil d'Henri Cartier-Bresson.

## Expositions
Liste non exhaustive
- 1965 : Six photographes et Paris, Musée des arts décoratifs de Paris
- 1967 : Expo'67, Montréal
- 1977 : Six photographes en quête de banlieue, BPI, Centre Pompidou
- 1980 : Dix photographes pour le patrimoine, Centre Pompidou
- 1980 : Le Vésinet en couleurs, Centre Arts et Loisirs du Vésinet

## Publications
Jean Lattès, journaliste a publié de nombreux articles.
- « Jean-Louis Swiners : Portrait d'un pédagogue terroriste », dans : Terre d'Images, numéro 6, juin 1965, pp. 5-7.
- En collaboration avec Jean-Louis Swiners, Les Travailleurs sous la mer, Sogétram, 1965.